# Пеню Шиваров
Пеню или Пеньо Шиваров е български военен и революционер, деец на Върховния македоно-одрински комитет и войвода на Вътрешната македоно-одринска революционна организация.

## Биография
Пеню Шиваров е роден в чирпанското село Кара Терзилери, тогава в Османската империя. Служи в Българската армия с подофицерски чин в Двадесет и четвърти пехотен черноморски полк, където участва в Тайните македоно-одрински подофицерски братства на Върховния македоно-одрински комитет.

### В Тракия
В края на януари 1903 година заедно с колегите си подофицери Петър Ангелов, Цено Куртев, Димитър Дичев, Димитър Халачев и Атанас Вълканов е привлечен във ВМОРО от Михаил Герджиков и Стоян Петров. Напуска армията и става активист на организацията в Одринския революционен окръг.
През февруари 1903 година е в четата на Герджиков и участва в опита за атентат на жп линията Цариград - Одрин при гара Синекли, чаталджанско, извън революционната територия.
Пеню Шиваров е делегат на конгреса на рволюционния окръг на Петрова нива през лятото на 1903 година и е определен за граматиковски войвода, като негов подвойвода е Георги Калоянов. По време на Илинденско-Преображенското въстание на 5 срещу 6 август с чета от 100 души напада и превзема казармата на село Граматиково, тогава негов четник е и Лефтер Мечев. След това води сражение и при село Визица.

### В Македония
След потушаването на въстанието Пеню Шиваров се прехвърля в Македония, като през 1904 година е помощник-войвода на велешкия войвода Стефан Димитров. През 1905 година е назначен за велешки районен войвода с подкрепата на Иван Чупаров. От 1906 година е войвода в Кумановско, където дава отпор на Сръбската пропаганда в Македония.
| Чета на Пеню Шиваров, 8 юли 1906 година | Чета на Пеню Шиваров, 8 юли 1906 година | Чета на Пеню Шиваров, 8 юли 1906 година | Чета на Пеню Шиваров, 8 юли 1906 година | Чета на Пеню Шиваров, 8 юли 1906 година |
| Номер                                   | Име                                     | Селище                                  | Околия                                  | Забележка                               |
| --------------------------------------- | --------------------------------------- | --------------------------------------- | --------------------------------------- | --------------------------------------- |
| 1.                                      | Петър Шиваров                           | Кара Терзилери                          | Чирпанска                               | завърнал се                             |
| 2.                                      | Тодор Иванов                            | Скопие                                  |                                         | завърнал се                             |
| 3.                                      | Борис Андонов                           | Прилеп                                  |                                         | завърнал се                             |
| 4.                                      | Стойко Андреев                          | Габрово                                 |                                         | завърнал се                             |
| 5.                                      | Захар. Кръст. Налбатов                  | Панагюрище                              |                                         | предал се на турците                    |
| 6.                                      | Йордан Ангелов                          | Дурачка река                            | Паланечка                               | завърнал се                             |

Пеню Шиваров участва в Балканската война, Междусъюзническата война, а през Първата световна война е взводен командир в Единадесета пехотна македонска дивизия.
След войната Пеню Шиваров не успява да преживее последвалата Втора национална катастрофа и умира през 1919 година в София.